# 柳无垢
柳无垢（1914年—1963年），女，江苏吴江人，中国翻译家，曾任中华人民共和国外交部政策委员会秘书长，全国民主妇联国际部联络秘书。

## 家庭
父亲柳亚子。哥哥柳无忌，姐姐柳无非。